# Lohmen (Sajonia)
Lohmen es un municipio situado en el distrito de Suiza Sajona-Montes Metálicos Orientales, en el estado federado de Sajonia (Alemania), a una altitud de 220 metros. Su población a finales de 2016 era de unos 3000 habs. y su densidad poblacional, 120 hab/km².